# 蘇水峡

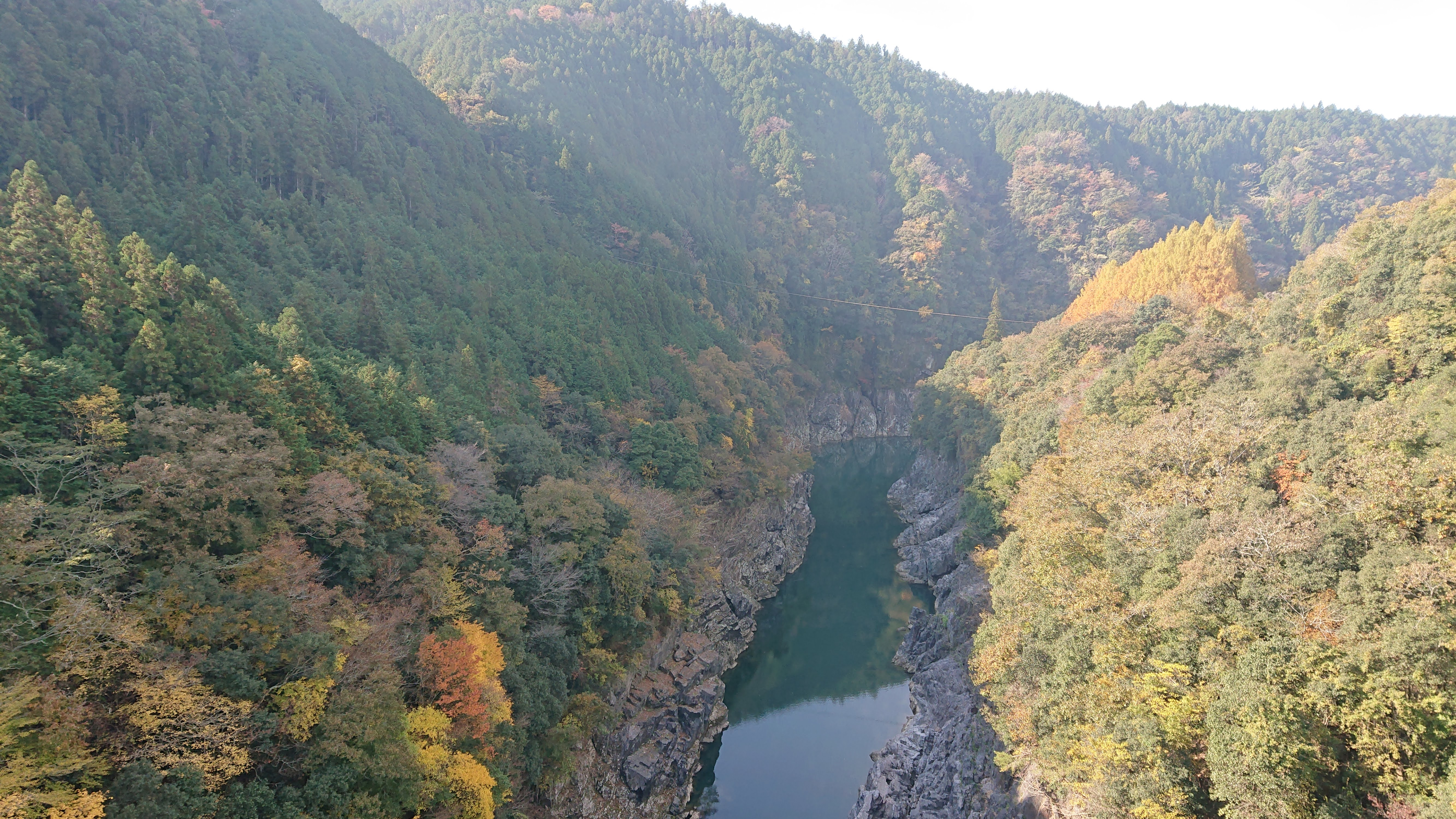
のぞみ橋から撮影（2021年（令和3年）11月）

蘇水峡（そすいきょう） とは、岐阜県加茂郡八百津町を流れる、全長約２キロメートルの峡谷。

## 概要
木曽川が作り出した峡谷としてはもっとも下流にある。木曽三川三十六景に数えられ、また飛騨木曽川国定公園に指定されている。
春は新緑や山桜、秋は楓やハゼノキを始めとした紅葉、冬は雪見のように四季折々の景観を見ることができる。また魚釣りやキャンプ生活、茸狩りなども盛んで、毎年多くの観光客が訪れている。
木曽川の流れがここから緩やかになるため、かつては材木を筏に縛り付け、犬山・名古屋方面に運ぶ綱場としての機能を果たしていた。

## 周辺
- 丸山ダム
- 蘇水峡橋
- 小和沢橋・のぞみ橋
- 旧八百津発電所資料館（現在は休館中）

## アクセス
- 東海環状自動車道「可児御嵩インターチェンジ」から県道83号線「やおつトンネル」経由　約２０分
- 名鉄広見線明智駅よりYAOバスで「八百津町ファミリーセンター」下車
デマンド型交通「やおまる西部」（要予約、平日のみ運行）に乗り換えて「錦織綱場跡」下車徒歩１分